# Villa XAIPE

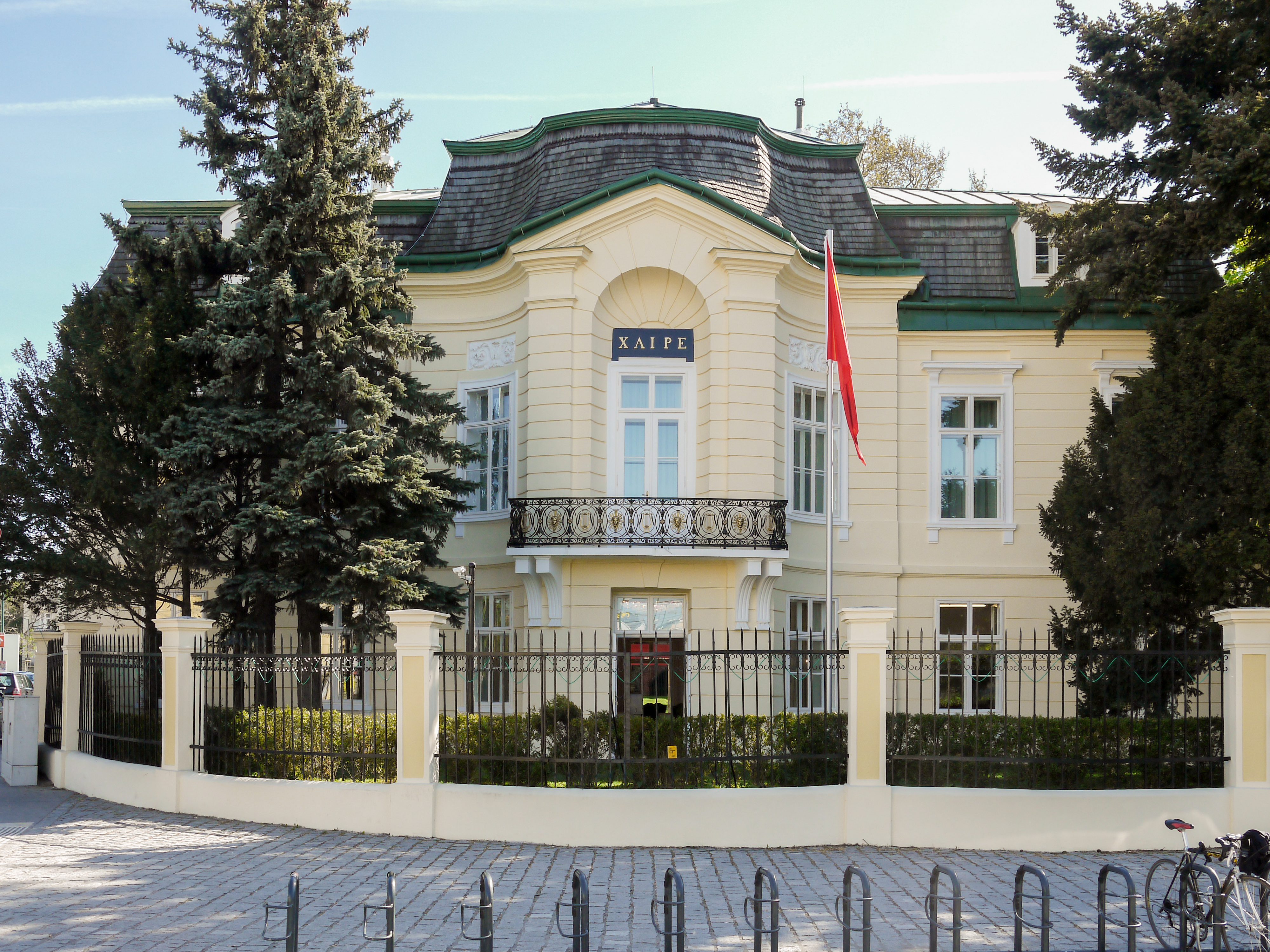
Villa XAIPE (2012)

Die Villa XAIPE ist ein Gebäude vom Ende des 18. Jahrhunderts, das sich in Wien an der Grünbergstraße und am Meidlinger Tor des Schönbrunner Schlossparkes befindet.

## Name
Der Name des Schlösschens, der an der Vorderfront des Gebäudes angebracht ist, kommt aus dem Griechischen und bedeutet „Sei gegrüßt“ (griechisch χαίρε, Aussprache [ˈçɛ.ɾɛ]). Die geläufige Wiener Aussprache entspricht aber dem lateinischen Lautwert der Buchstaben.

## Geschichte

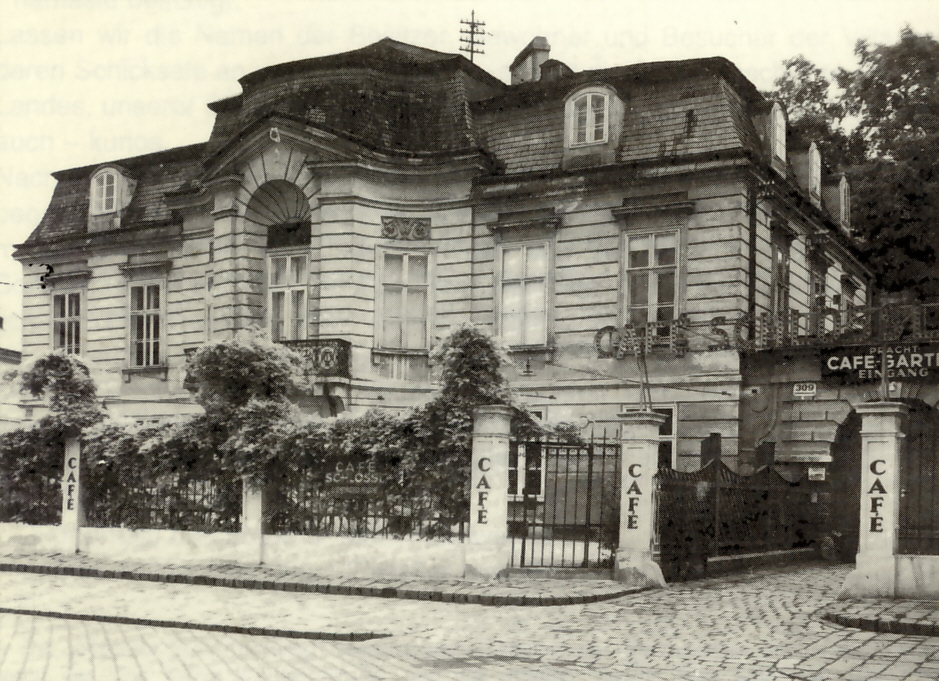
Die Villa XAIPE mit dem Café Schlössl um 1930

Im 18. Jahrhundert siedelten sich adelige Familien in der Nähe der kaiserlichen Sommerresidenz Schloss Schönbrunn auf dem Gebiet des Wiener Vorortes Meidling an, der sich damals zu einem beliebten Erholungsort und Heilbad entwickelte (vgl. Tivoli und Theresienbad).
Auf dem Neuried genannten Gebiet, in der Nähe der 1756 abgerissenen Steyrermühle, entstand Ende des 18. Jahrhunderts die Villa XAIPE, deren Architekt heute nicht mehr bekannt ist. Sie wird aber mit dem französischen Architekten Jean Nicolas Jadot de Ville-Issey in Verbindung gebracht, der 1745 nach Wien gekommen war und hier die Alte Universität errichtet hat.

### Besitzer
Der erste bekannte Besitzer war 1793 Raimund Wetzlar, Freiherr von Plankenstern. Er entstammte der Familie des Karl Abraham Wetzlar von Plankenstern, eines enorm reichen Geldverleihers und Financiers, der vom Judentum zum Katholizismus übergetreten war und 1777 in den Freiherrnstand mit dem Prädikat „von Plankenstern“ erhoben wurde. Raimund Wetzlar führte auch tatsächlich ein gastfreies Haus, in dem es im Jahre 1800 zu einem musikalischen Wettstreit zwischen Ludwig van Beethoven und dem Pianisten Joseph Wölfl kam.
Seit 1810 befand sich die Villa XAIPE mit dem anschließenden, als Wirtschaftsgebäude genutzten „Schubert-Stöckl“ in einer Hand. 1812 vererbte Raimund Wetzlar sein Schlösschen an seine vier Söhne zu gleichen Teilen. Ab 1826 war der aus Ungarn stammende Großhändler Ignaz Mayer von Alssó-Ruszbach Mitbesitzer, der besonders während des Revolutionsjahres 1848 Künstler und Gelehrte in sein Haus einlud, wodurch die Villa zu einem Treffpunkt freiheitlich Gesinnter wurde.
1861 wurde Raimund Wolfgang Reichsritter von Manner Eigentümer des Gebäudes, der mit Laura Weigl verheiratet war. Diese war die Tochter des Pächters von „Weigls Dreherpark“, einem weithin berühmten, (bis in die späten 1950er Jahre) gleich gegenüber der heutigen Grünbergstraße gelegenen, von der Schönbrunner Straße (Lage heute: ON 297–307) zu begehenden Vergnügungsetablissement. Zu den Bewohnern des Hauses zählten 1875–1879 der Unternehmer Karl Wittgenstein und seine Familie sowie 1906–1916 der Unterrichtsminister Richard Graf von Bienerth-Schmerling.
Ab 1916 war Erwein Graf Nostitz-Rieneck, der Adjutant des letzten Kaisers Karl, Besitzer des Hauses.

### Café Schlößl

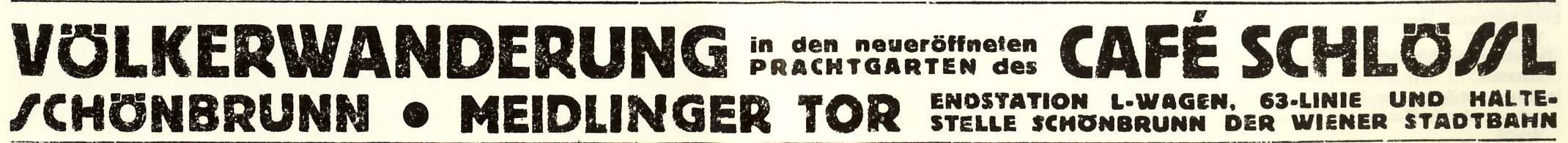
Inserat für das Café Schlössl aus dem Jahr 1929

Dieses wurde 1927 unter Denkmalschutz gestellt und vom Eigentümer an das Ehepaar Julius und Maria Bokor verpachtet, das hier das bekannte „Café Schlössl“ eröffnete. Mit seinem gepflegten Ambiente und dem großen und schönen Gastgarten wurde es zu einem Treffpunkt bekannter Künstler. Hier verkehrten die Schauspieler Richard Eybner und Vilma Degischer, die im nicht weit entfernt gelegenen Reinhardt-Seminar tätig waren, ebenso wie Max Reinhardt selbst, der Regisseur Paul Kalbeck, der Komponist Richard Strauss und besonders Arthur Schnitzler. Auch der Architekt Josef Hoffmann zählte zu den Stammgästen.
Nach dem Anschluss Österreichs an das Deutsche Reich wurde das Café geschlossen, weil Julius Bokor jüdischer Abstammung war und sich seine Frau nicht von ihm trennen wollte. Während und nach dem Krieg wurde die Villa schwer in Mitleidenschaft gezogen, so dass die schöne Innenausstattung gänzlich verloren ging.

### Nachkriegszeit
Im Jahr 1951 erwarb das Unternehmerehepaar Ludmilla und Boris Zenoff-Stoynoff die Villa, die es bis zu seinem Tod (1996 bzw. 2002) bewohnte.
Das Dachgeschoß der Villa bewohnten von 1993 bis 2007 Mounier Joukhadar und Ute Fuchs.
1968 wurde das Gebäude, das bisher immer zu Meidling gehört hatte, dem Bezirk Hietzing zugeschlagen. Es wurde 2007/08 saniert und renoviert.
Im Juni 2011 wurde bekannt, dass die Volksrepublik China die Villa von einem rumänischen Unternehmerehepaar mit 2.200 Quadratmeter Parkanlage um mehr als 3 Millionen Euro erworben hat und sich auch das Nachbargrundstück um 1,6 Millionen Euro sicherte. Im Herbst 2011 fanden Renovierungsarbeiten an Fassade und Grundstücksmauer und die Errichtung eines Fahnenmasts statt. Die Villa wird als Residenz des chinesischen Botschafters genutzt.

## Baubeschreibung
Die Villa XAIPE befindet sich in der Schönbrunner Straße 309 bzw. Grünbergstraße 2 im äußersten Nordosten des 13. Wiener Gemeindebezirkes Hietzing.
Das Gebäude weist eine typisch französische Fassadengestaltung auf und ist ein bemerkenswertes Gebäude aus der Zeit des Barockklassizismus der zweiten Hälfte des 18. Jahrhunderts. Sein hervorstechendes Merkmal ist der konkav geschwungene Mittelrisalit mit Fenstern, der nischenförmig vertieft und von einem Dreiecksgiebel bekrönt wird. Das Walmdach betont durch eine kuppelartige Erweiterung den darunter befindlichen Risalit. Durch ein gemauertes Portal ist die Villa mit dem Wirtschaftsgebäude verbunden. Im Garten befindet sich das sogenannte Schubert-Stöckl, ein zweigeschoßiges Gartenhaus, dessen Fassaden aus dem dritten Viertel des 19. Jahrhunderts stammen.
Die Villa wurde komplett renoviert und die Haustechnik modernisiert, wobei auch das Dach angehoben wurde, um das Dachgeschoß adäquat nutzen zu können. Das Gebäude ist teilweise unterkellert und besitzt drei Geschoße. Das Erdgeschoß besitzt eine Grundfläche von 225 m² bei einer Raumhöhe von 3,25 m. Hier befinden sich der Salon mit kreisförmiger Grundfläche hinter dem Risalit sowie weitere vier Wohnzimmer, Küche und Bäder, ein zentraler Haupteingang und je zwei Dienstboteneingängen zum Garten und den Seiten. In der Beletage mit ca. 250 m² Fläche und einer Raumhöhe von 4,25 m befinden sich das repräsentative Treppenhaus sowie der ca. 8 m hohe Salon mit Dachkuppel und Balkon, daneben vier Zimmer, Küche, Bäder. Auch zum Garten führt ein kleiner Balkon. Die Inneneinrichtung besticht mit drei offenen Kaminen, restaurierten Parkettfußböden und Stuckatur, doppelflügelige Holztüren mit klassisch verzierten Türrahmen sowie stilgerechter Einrichtung der Badezimmer.
Das etwa 190 m² große Dachgeschoß hat fünf Wohnzimmer, Küche, Bäder mit ca. 2,80 m Raumhöhe. Bemerkenswert sind zwei enge Wendeltreppen, die vom Erdgeschoß jeweils in Beletage und Dachgeschoß führen.
Der parkartige Garten von 2.300 m² umfasst einen alten Baumbestand, einen Pool und Parkplätze. Zur stark befahrenen Grünbergstraße wurde im Herbst 2011 eine 5 Meter hohe Lärmschutzwand errichtet.